# Могол (текстописац)
Ђулио Рапети Могол (итал. Giulio Rapetti Mogol; Милано, 17. август 1936) италијански је текстописац.
Готово увек се помиње у вези са Лучо Батисти, са којом је креативна сарадња била дуга и успешна, иако је његов допринос италијанској музици необично велик и превазилази овај савез. Почев од шездесетих година до сада, моголови текстови допуњују репертуаре многих италијанских извођача, међу којима су Адријано Челентано, Ђани Моранди, Катерина Казели, Мина и многи други.